# Marija Serowa
Marija Jakiwna Serowa (ukrainisch Марія Яківна Зерова; * 7. April 1902 in Kosjatyn, Ukraine; † 21. Juli 1994 in Kiew, Ukraine) war eine ukrainische Mykologin. Sie war leitende Forscherin am Cholodny-Institut für Botanik der Nationalen Akademie der Wissenschaften der Ukraine. 

## Leben und Werk
Serowa war die Tochter eines Eisenbahners und zog 1904 mit ihrer Familie nach Kiew. Sie besuchte die Mariinska-Oberschule für Frauen und nach Erhalt ihres Abschlusses 1917 das Kiewer Medizinische Institut. Sie musste ihr Studium nach drei Jahren wegen Tuberkulose abbrechen und wechselte nach ihrer Genesung auf ärztlichen Rat an die Fakultät für Biologie der Universität Kiew, des damaligen Instituts für Volksschulbildung. Sie schloss 1924 ihr Studium an der Universität ab und arbeitete als Gymnasiallehrerin.

## Forschung
Ab dem Jahr 1932 leitete sie die Abteilung für Phytopathologie des Ukrainischen Forschungsinstituts für Gummi und Gummipflanzen und von 1934 bis zum Lebensende forschte sie am Cholodny-Institut für Botanik der Nationalen Akademie der Wissenschaften der Ukraine. In den 1930er Jahren untersuchte sie Pilze und Krankheiten kautschukhaltiger Pflanzen, verwendete Reinkulturtechniken und entdeckte und beschrieb vier für die Wissenschaft neue Pilzarten. Nach dem Wechsel in die mykologische Abteilung des Instituts erforschte sie Pilze, die sich auf holzigen und krautigen Pflanzen entwickeln, die für die Bepflanzung von Grünanlagen in Städten verwendet wurden. Sie führte eine mykologische Untersuchung von 160 Pflanzenarten durch, auf denen sie mehr als 400 Pilze fand.
Gleichzeitig initiierte sie Forschungen zum Pleomorphismus, um genetische Verbindungen zwischen Ascomyceten und Konidienpilzen herzustellen, die lediglich unterschiedliche Entwicklungsstadien desselben Organismus darstellen. Dabei folgte sie den Überlegungen des ukrainischen Mykologen Andrei Alexandrowitsch Potebnja (1870–1919). 
Indem sie die Anatomie und Morphologie von Pilzen untersuchte, die sich auf verwelkenden und absterbenden Strauchästen entwickeln, zeigte sie anhand ultradünner Schnitte Übergänge von Anamorph zu Teleomorph. Die Ergebnisse ihrer Untersuchung der ontogenetischen Beziehungen zwischen Schlauchpilzen und Konidienpilzen dienten als Grundlage für ihre Dissertation, die sie 1942 verteidigte. In den 1960er Jahren widmete sie sich als anerkannte Spezialistin für Schlauchpilze mehreren Übersichtsartikeln zu den Problemen der Klassifikation und Evolution dieser Pilzgruppe. 
Ab den frühen 1950er Jahren begann sie im Zusammenhang mit dem weit verbreiteten Steppenanbau in der ehemaligen Sowjetunion, ektotrophe Mykorhizen von Bäumen in der Steppenzone der Ukraine zu untersuchen. Auf diese Weise wurde ihre Aufmerksamkeit auf die größeren Basidiomyceten gelenkt, die wichtigsten Pilzsymbionten in Mykorhizen. Sie untersuchte Mykorhizen von 87 Arten von Bäumen und Sträuchern aus 24 Familien. 
Die Analyse des Wissensstandes über größere Basidiomyceten als Erzeuger von Mykorhizen zeigte, dass sowohl diese ökologische Gruppe als auch zahlreiche Basidiomyceten aus einer anderen ökologischen Gruppe in der Ukraine praktisch unerforscht waren. Von der Untersuchung ektotropher Mykorhizen, die direkt mit größeren Basidiomyceten in Verbindung stehen, wandte sich Serowa der Untersuchung ihrer Artenvielfalt in der Ukraine zu, beginnend mit der Steppenzone. Zahlreiche Expeditionen in dieses Gebiet ermöglichten den Aufbau von Sammlungen von Gasteromycetes, Aphyllophorales und Agaricales. Mehr als 12.000 Exemplare von etwa 1.000 Arten größerer Basidiomyceten aus diesen Gruppen, die von Serowa in der Steppenzone der Ukraine gesammelt wurden, befinden sich jetzt in der Referenzsammlung des Cholodny-Instituts.
Sie untersuchte die größeren Basidiomyceten vieler anderer Regionen der Ukraine, einschließlich der Waldzone, der Waldsteppenzone und der Krim. Wie im Fall der Schlauchpilze beschrieb sie einige Arten, die für die Wissenschaft neu waren. Sehr viele von ihr gesammelte Basidiomyceten erwiesen sich als neu für die ehemalige Sowjetunion und die Ukraine, und das Material, das sie zu diesen Pilzen sammelte, diente als Grundlage für das zweite Buch des fünften Bandes des Leitfadens zur Identifizierung von Pilzen der Ukraine (1979). Dieses Buch befasste sich mit den Gasteromyceten und den Ordnungen Agaricales, Boletales, Entolomatales, Russulales, Tricholomatales und Strobilomycetales, wobei die Tricholomatales und Strobilomycetales als neue Ordnungen von Serowa beschrieben wurden. Der Band enthielt auch eine Reihe neuer Gattungen größerer Basidiomyceten und Dutzende von ihr vorgeschlagener neuer taxonomischer und nomenklaturischer Kombinationen. Zusammen mit dem Atlas der ukrainischen Pilze wurde dieser Band zu einem Handbuch für viele junge Agrarwissenschaftler. Sie widmete sich auch der Popularisierung von Informationen über essbare und giftige größere Basidiomyceten. Ihr erstes populärwissenschaftliches Buch über essbare und giftige Pilze der Ukraine wurde 1963 veröffentlicht. Später wurde dieses Buch mehrmals neu aufgelegt und war aufgrund seiner Bilder und der wissenschaftlichen Inhalte sehr beliebt.
Als Expertin für Reinkulturtechniken setzte sie diese in den 1970er Jahren in großem Umfang in ihrer Forschung an größeren Basidiomyceten ein. Später initiierte sie mit Biochemikerkollegen eine Suche nach biologisch aktiven Substanzen im Pilzmycel und in Ascocarps. Neben klassischen Methoden benutzte sie innovative Techniken in ihrer mykologischen Forschung wie die Untersuchung von Mikrostrukturen größerer Basidiomyceten unter Verwendung des Rasterelektronenmikroskops und die Verwendung von paramagnetischer Resonanz in der Pilztaxonomie.
Serowa veröffentlichte mehr als 200 wissenschaftlichen Arbeiten, die sich mit Pleomorphismus in Schlauchpilzen, Mykorhizen, Beziehungen von Pilzen, die ektotrophe Mykorhizen bilden, mit Gefäßpflanzen, Artenvielfalt, Systematik und ontogenetischen Eigenschaften von Schlauchpilzen und Basidiomyceten befassten.
Ihr biologisches Autorenkürzel lautet Zerova.

## Auszeichnungen (Auswahl)
- Orden des Roten Banners der Arbeit
- 1983: Staatspreis der Ukraine für Wissenschaft und Technologie